# Caja Laboral
Cet article concerne la banque. Pour le club de basket-ball, voir Saski Baskonia.

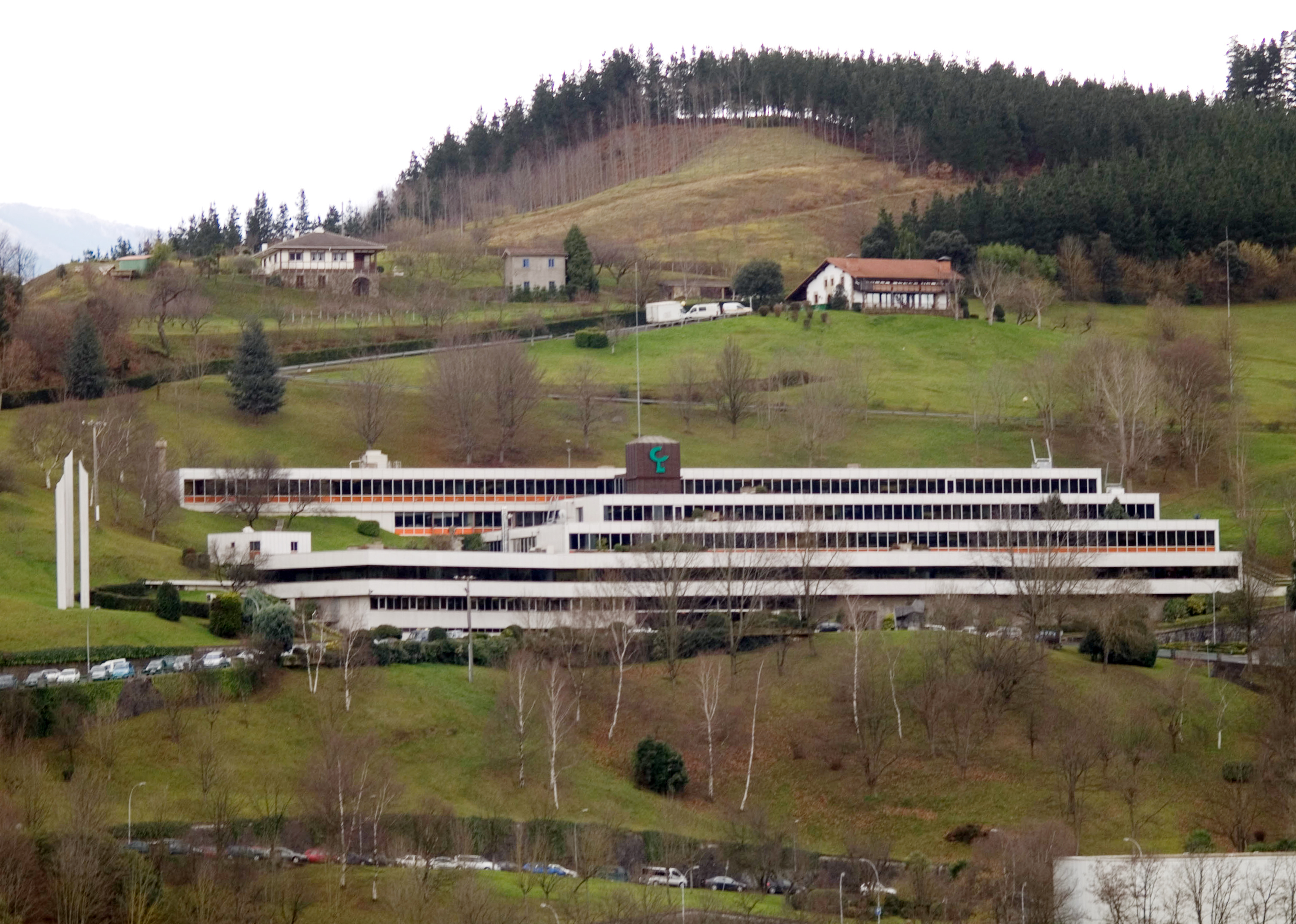
Siège central de Caja Laboral à Mondragón (Guipuscoa).

La Caja Laboral, nom couramment employé pour désigner la Caja Laboral Popular Sociedad Cooperativa de Crédito est une banque  de crédit espagnole de caractère coopératif localisée à Mondragón, Guipuscoa au Pays basque.

## Présentation
La Caja Laboral est une banque publique, contrôlée par la banque centrale d'Espagne. En 2005, ses encours s'élevaient à plus de 10 milliards d'euros.
Elle a été créée en 1959 sous l'impulsion de José María Arizmendiarrieta.